# Contos da Lua Vaga
Ugetsu monogatari (bra/prt: Contos da Lua Vaga) é um filme japonês de 1953, do gênero drama fantástico, dirigido por Kenji Mizoguchi, com roteiro baseado na série de contos de Akinari Ueda denominada Ugetsu monogatari.

## Sinopse
A história do filme se passa num Japão violento e feudal do século 16, durante uma guerra civil. Dentre outros assuntos, trata de ambição, contando a história de dois casais de origem humilde: Sr. Genjuro e Sra. Miyagi com seu filho Genichi e o Sr. Tobei e Sra. Ohama. Sr. Genjuro é um artesão que sonha enriquecer vendendo suas cerâmicas no intuito de dar uma vida melhor para sua mulher, Sra. Myagi e também para seu filho Genichi. Já o Sr. Tobei sonha em ser um rico samurai enaltecido por todos. Porém o destino lhes reserva surpresas a todos que os fará mudar as perspectivas do que realmente mais precisam para serem felizes.

## Elenco
- Masayuki Mori. ... Genjurô
- Machiko Kyô .... Lady Wakasa
- Kinuyo Tanaka .... Miyagi
- Eitarô Ozawa .... Tobei
- Ikio Sawamura .... Genichi
- Mitsuko Mito .... Ohama
- Kikue Môri .... Ukon

## Principais prêmios e indicações
Oscar 1956 (EUA)
- Indicado: melhor figurino preto e branco[3]

Festival de Veneza (Itália)
- Kenji Mizoguchi recebeu o Leão de Prata[carece de fontes?]
- Indicado ao Leão de Ouro[carece de fontes?]